# Genis-Vell
Pour les articles homonymes, voir Captain Marvel (Marvel).
Genis-Vell est un superhéros évoluant dans l'univers Marvel de la maison d'édition Marvel Comics. Créé par Ron Marz et Ron Lim, le personnage de fiction apparaît pour la première fois dans Silver Surfer Annual # 6 en 1993.
Fils du premier Captain Marvel, il a été créé artificiellement après la mort de son père dont il possédait les puissants pouvoirs. Il s'est d'abord appelé Legacy (Héritage) en hommage à son père, puis Captain Marvel (III) et Photon (II).

## Vie éditoriale

### Création du personnage (1993)
Genis-Vell a été créé par Ron Marz et Ron Lim dans Silver Surfer Annual # 6 (1993).
Il a d'abord porté le nom de Legacy. 
À partir de 1995, sous les noms de Genis-Vell et Captain Marvel, il a été le personnage principal de trois séries de comics intitulées Captain Marvel.

### Mini-sérieCaptain Marvel, (1995-1996, 6 numéros)
Après Silver Surfer nos 105-110, Genis-Vell eut droit à sa première série, fin 1995.
Cette série était la deuxième portant le nom de Captain Marvel ; la première série, mettant en scène Mar-Vell, avait paru de 1968 à 1979.
Cette première série consacrée à Genis-Vell, scénarisée par Fabian Nicieza et dessinée par l'artiste Ed Benes, fut annulée de manière abrupte après seulement 6 numéros, faute de succès. Les numéros non publiés #7-12 furent résumés ultérieurement par Nicieza dans un numéro  fill-in (bouche-trou)  de la série  suivante paru en 2001.
La même année, Genis-Vell est apparu dans Avengers Unplugged #5 (juin 1996) où Monica Rambeau lui cède le surnom Captain Marvel III et adopte celui de Photon à la place.
Après une autre apparition dans Silver Surfer, Genis a disparu pendant 2 ans.
En 1999, il a fait une apparition dans le dernier numéro de la mini-série Avengers Forever, puis il est réapparu dans deux nouveaux volumes (vol. 3 et 4) scénarisés par Peter David, ChrisCross assurant le dessin de la plupart des épisodes.

### Captain Marvel, troisième série (1999-2002)
Le volume 3 de Captain Marvel commença à paraître à l'automne 1999, avec un numéro 0, à la suite de la mini-série Avengers : Forever. Il met en scène avec humour la relation de Rick Jones avec Genis et les difficultés de leur cohabitation.
L'épisode #14, scénarise par Fabian Nicieza, est un résumé du second volume, sous forme d'une discussion entre Rick Jones et Genis. 
Spider-Man 2099 est apparu dans la série, permettant à Peter David de terminer des intrigues qu'il avait lancées.
L'ensemble des épisodes a été traduit en France dans les numéros 1, 5, 10, 11, 16 du magazine Marvel Heroes Hors-Série de Panini.

### La campagneU-decide(2002)
Bien que la série fut populaire auprès des critiques, les ventes de Captain Marvel vol. 3 faiblissaient.
La campagne U-Decide (vous décidez) fut lancée en 2002 dans une tentative pour gonfler les ventes de plusieurs comics.
La campagne U-Decide fut introduite par  Joe Quesada et Bill Jemas, tous deux dirigeants de Marvel, comme une compétition entre Captain Marvel, Marville (écrit par Bill Jemas) et Ultimate Adventures (écrit par Ron Zimmerman, dont Jemas avait affirmé qu'il serait le prochain grand auteur chez Marvel), compétition dans laquelle seul le comic qui vendrait le plus d'exemplaires continuerait à être publié.
Dans le but de rivaliser avec les deux autres séries, une nouvelle série Captain Marvel fut démarrée à partir du numéro 1, et son auteur Peter David mena la série dans une nouvelle direction.
La nouvelle série l'emporta par une marge suffisamment forte et Marville ainsi que Ultimate Adventures furent arrêtées après sept et six numéros seulement.

### Quatrième sérieCaptain Marvel, (2002-2004, 25 numéros)
Le volume 4 parut à partir de 2002. Plus sombre, il commence lorsque la conscience cosmique de Captain Marvel le rendait fou. Captain Marvel se prit alors pour un Dieu et entreprit de se comporter comme tel avant d'être ramené à la raison par sa famille. À cette occasion apparut Phyla, sa sœur, qui prétendit être la nouvelle Captain Marvel.
À un moment, Genis-Vell devint fou et menaça l’univers. 
Après 25 numéros et moult péripéties, la série fut arrêtée pour cause de ventes insuffisantes, surtout depuis le départ du dessinateur ChrisCross, seul capable selon Peter David d'assurer le style nécessaire à la série. 
Peter David eut la possibilité de conclure l'intrigue dans un numéro géant.
Les six premiers épisodes de la quatrième série ont été traduits en France dans le numéro 18 du magazine Marvel Heroes Hors-Série de Panini, puis après une attente de deux ans, un premier Marvel Monster est sorti en juin 2006 contenant 12 nouveaux épisodes et un dernier conclut enfin la série en 2007.

### The New Thunderbolts(2004-2006)
Dans The New Thunderbolts # 6-18, parus en 2005-2006, Genis-Vell a rejoint les Thunderbolts sous le nom de Photon II (nom qu’il a emprunté à Monica Rambeau). Un accident subi pendant sa première rencontre avec l'équipe a modifié son apparence et ses pouvoirs. Il a adopté un nouveau costume (noir et blanc).
Sa mort a été confirmée dans Thunderbolts # 100, en 2006.

### Retour dans Genis-Vell: Captain Marvel
Il a été trouvé étonnamment vivant par Carol Danvers dans Captain Marvel (Vol. 10) #33 (octobre 2021), confirmant son état de clone. Il appairait ensuite dans sa propre publication Genis-Vell: Captain Marvel durant cinq épisodes (août 2022 — Janvier 2023).

### le Défait
Genis a été attaqué par Omen (Leonore), qui lui a coupé les mains et l’a tué, tandis que la voleuse experte Yuna Yang a volé les Nega-Bands de ses mains coupées. Le maître du Présage, le Défait qui voulait aussi avoir en sa possession les Nega-Bands, réanima Genis comme son serviteur et lui ordonna de s’attaquer à Yuna. Il n’a pas réussi à les récupérer parce que Yuna s’est synchronisée avec Carol Danvers. 
Il attaque le roi Hulkling et son mari Wiccan, et bien qu’il ait réussi à voler l’arme universelle de Lauri-Ell, Genis est de nouveau repoussé. Il a de nouveau poursuivi Carol et Yuna, mais cette fois il a été vaincu avec succès par l’effort combiné du duo, Hulkling, Wiccan, Lauri et Phyla. Pendant qu’il était emprisonné dans le sous-sol de la résidence d’été de la famille Danvers, le Défait l’a tué à nouveau en sortant de son corps pour affronter directement Carol. Après sa victoire, Carol a utilisé les Nega-Bands pour ressusciter Genis, les sacrifiant dans le processus. Bien qu’il soit reconnaissant envers Carol de l’avoir ressuscité, Genis était consterné d’avoir perdu la dernière chose qu’il avait héritée de Mar-Vell et est presque immédiatement parti, déconnecté de Rick.

## Biographie du personnage

### Legacy
Genis-Vell était le fils, créé artificiellement, de Mar-Vell et de la femme qu’il aimait, Elysius.
Après la mort de Mar-Vell, Elysius décida d'avoir un fils. Étant membre des éternels de la planète Titan, elle utilisa leur technologie avancée pour s'imprégner de matériel génétique de Mar-Vell.
Genis était issu d’échantillons de cellules de Mar-Vell et vieilli artificiellement pour atteindre une maturité physique, à défaut émotionnelle. Elysisius chercha à protéger son fils de ses puissants ennemis en l'emmenant sur une planète lointaine et en accélérant sa croissance. Là, elle lui implanta de faux souvenirs dans son cerveau, lui faisant croire qu'il était le fils de Starfox/Eros. Lorsqu'il apprit la vérité sur son origine, Genis-vell décida de reprendre le flambeau de son père, décédé. Il devint le dépositaire des néga-bracelets de son père et se rebaptisa Legacy (ce qui signifie « héritage ») et poursuivit son œuvre à travers l'univers. Avec l'aide du Silver Surfer, il défit Ronan l'accusateur.
Il continua à apparaître comme étant psychologiquement immature du fait de sa croissance accélérée dans la série Silver Surfer vol.3 (1995) ainsi que dans la minisérie Cosmic Powers (1994).

### Captain Marvel
Legacy rencontra Monica Rambeau, qui lui céda le titre de Captain Marvel III, elle décida d'adopter le nom de Photon à la place.
Lors de la guerre de destinée, il a été amené sur Terre par Rick Jones, à l’origine de Hulk, et ancien coéquipier de Captain America. À l'issue des évènements de la mini-série Avengers Forever (1998-1999), il s'est retrouvé lié moléculairement et enchaîné via ses Nega-Bandes (bracelets) avec le terrien Rick Jones, comme son père avant lui. Ils échangent de place l’un dans l’univers normal, l’autre dans l’univers subatomique lorsque Genis frappe les Bandes l'une contre l'autre. Genis-Vell est doté de la conscience cosmique de son père. Depuis Genis a eu du mal à s'accoutumer à cette nouvelle existence.

### Photon
Genis-Vell a rejoint les Thunderbolts sous le nom de Photon II (nom qu’il a emprunté à Monica Rambeau). Un accident subi pendant sa première rencontre avec l'équipe a modifié son apparence et ses pouvoirs. Il a adopté un nouveau costume (noir et blanc).
Après un combat contre Zemo, Genis a été défait, et son corps a été désintégré (2006).

## Comics où Genis-Vell apparaît
| En tant que Legacy : - Silver Surfer annual #6 (1993, première apparition) - Cosmic powers #4 (1994) - Silver Surfer annual #7 (1994) - Silver surfer vol. 3 #89-90 (1994), #105-110 (1995) - Captain Marvel (vol.2,1995) #1-3 - Captain Marvel III : - Captain Marvel (vol.2,1995) #4-6 - Avengers unplugged, #5 (1996) - Avengers forever # 12 (février 2000) - Captain Marvel (vol.3, 1999-2002) #0-36 - Captain Marvel (vol.4, 2002-2004) #1-25 - Infinite Abyss #1-6 (2002) - The New Thunderbolts (2005) #1, 4, 11, 18 (House of M) - Photon II : - The New Thunderbolts (2005-2006) #6-18 - Thunderbolts #100 (mort confirmée) (2006) | - Secret Defenders #14 (4/1994) - Cosmic powers #3, 5-6 (1994) - Silver surfer vol. 3 #122 (1996) - Marvel vs Dc #3 (1996) - Warlock, vol. 3, #1-4 (1998-1999) - Avengers vol. 3, #26-27 (2000) - Thunderbolts #45-47 (2000-2001) + #57-58 (2001-2002) - Thunderbolts: Life Sentences #1 (7/2001) - The Order #5-6 (2002) - Marvel Universe : The End (2003) : #1-6la mini-série : Marvel Universe : The End, parue en 2003, écrite et dessinée par Jim Starlin, dernière partie de la saga : Infinity Saga, qui montre les derniers jours de nombreux personnages Marvel et a lieu sur un univers parallèle. |

| - Avengers Forever TPB (2001) - Captain Marvel: First Contact TPB (2001) - Captain Marvel Volume 1: Nothing to Lose TPB (2003) - Captain Marvel Volume 2: Coven TPB (2003) - Captain Marvel Volume 3: Crazy Like a Fox TPB (2004) - Captain Marvel Volume 4: Odyssey TPB (2004) | - Marvel Heroes hors-série no 1, 5, 9-11, 14, 16, 18 (Marvel France) - Captain Marvel (Marvel France) 1. Monstres et dieux (2006) 2. Odyssée (2007) |